# Brachyseps mandady
Brachyseps mandady — вид сцинкоподібних ящірок родини сцинкових (Scincidae). Ендемік Мадагаскару.

## Поширення і екологія
Brachyseps mandady відомі з типової місцевості, розташованої в Національному парку Масоала на північному сході острова Мадагаскар, на висоті 780 м над рівнем моря. Вони живуть у вологих тропічних лісах.